# Entorse de la cheville
 Mise en garde médicale
L'entorse de la cheville est une blessure entrainant un dysfonctionnement partiel de la cheville, causé par l'étirement excessif d'un ou plusieurs des ligaments de son articulation (les ligaments sont des structures fibreuses reliant les os entre eux, et stabilisent l'articulation). Elle est diagnostiquée comme lésion ligamentaire. Les modalités de traitement, et de prévention de la récidive, dépendront des ligaments touchés et de la gravité de leur lésion (micro-déchirures, ruptures partielles…, œdème plus ou moins important…). Le traitement peut inclure le repos, l'application de glace, la compression avec un bandage, l'élévation de la cheville, et parfois l'utilisation de béquilles. La rééducation est essentielle pour renforcer les ligaments et prévenir les récidives.

Contrairement à ce qui se passe lors d'une luxation, où les surfaces articulaires se déplacent anormalement, une entorse ne provoque pas de perte de contact entre les os de l'articulation.

## Épidémiologie, prévalence
L'entorse de cheville touche en moyenne une personne pour 10 000 habitants par jour en France ; près de 70 % de la population générale l'ont déjà subie au moins une fois ; à elle seule, elle représente 25 % de tous les traumatismes physiques du sportif.
Elle est rare avant la puberté et après l'âge de 55 ans. Elle est un peu plus fréquente chez la femme et chez les pratiquants de certains sports (basket-ball, handball, football, sport de raquette...), : elle représente un quart de toutes les blessures sportives. Des chiffres similaires sont retrouvés dans la plupart des pays industrialisés et dits développés. Faute de traitement adapté et de rééducation, 40 % des entorses vont récidiver et se transformer en instabilité chronique de cheville, voire en arthrose.

## Définition

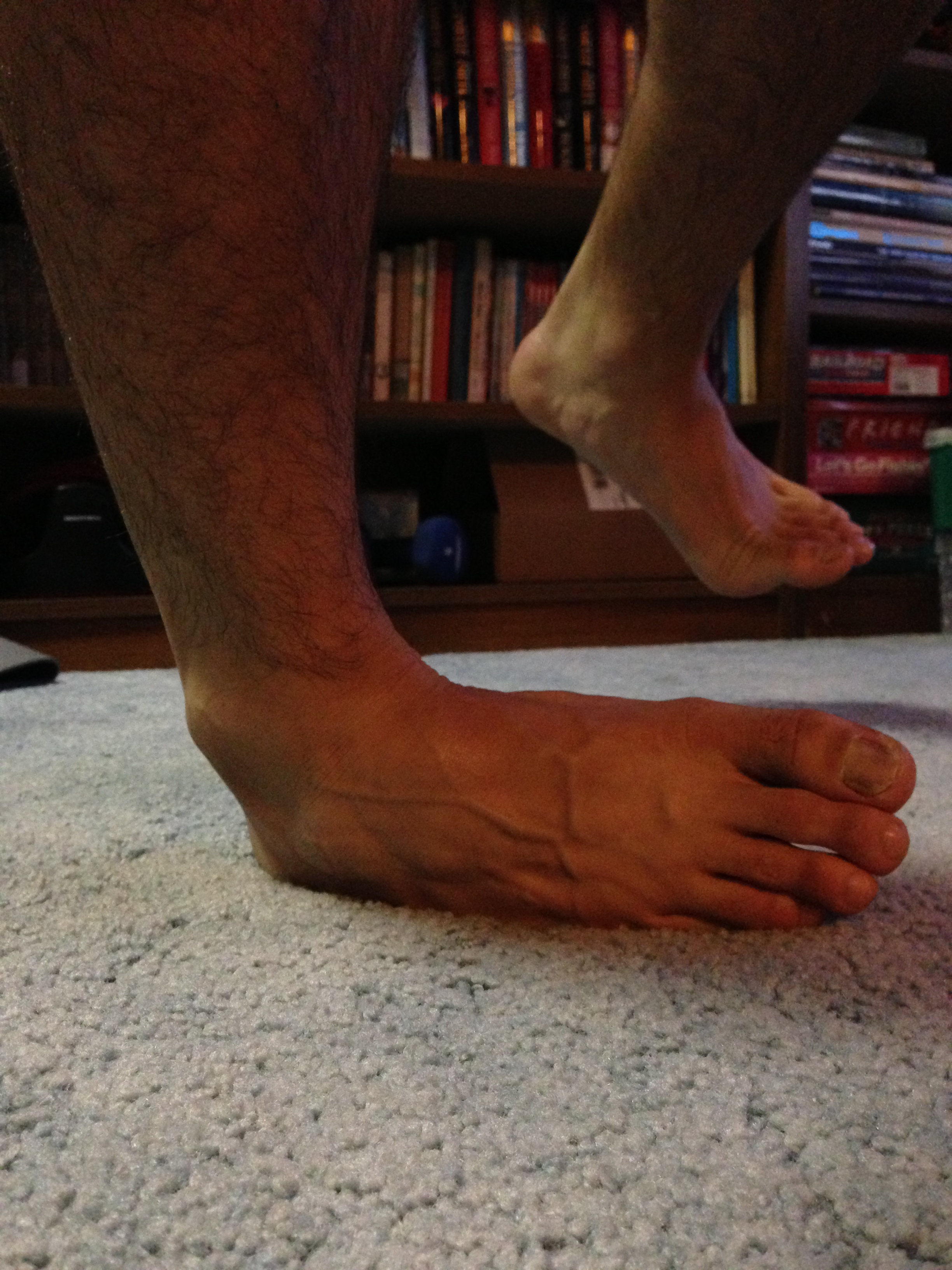
Mouvement d'inversion de la cheville, la plante de pied allant vers l'intérieur, classiquement en cause lors d'une entorse de cheville.

Une entorse de la cheville est l'étirement plus ou moins important d'un ou plusieurs des ligaments de l'articulation de la cheville. La définition médicale d'une entorse est une lésion ligamentaire consécutive à un traumatisme par mécanisme indirect sans perte des rapports normaux entre les surfaces articulaires, contrairement à ce qui se passe lors d'une luxation.
Au niveau de la cheville, c'est l'entorse du ligament collatéral latéral, ou ligament latéral externe (LLE) qui est de loin la plus fréquente (90 % des cas). Elle survient lors d'un mouvement d'inversion forcée du pied, c'est-à-dire en cas de rotation excessive du pied vers l'intérieur alors que le reste de la jambe « part » vers l'extérieur (mouvement dit de « supination »).
L'entorse externe de la cheville touche dans la très grande majorité des cas le faisceau antérieur (ou talo-fibulaire antérieur). Néanmoins, on classe l'entorse en différents stades en fonction de la gravité et de la localisation de la lésion.

## Examen clinique
Les circonstances de l'entorse sont précisées ainsi que la localisation de la douleur, l'importance de la gêne, avec les antécédents, en particulier s'il existe une notion d'entorse récidivante.
L'examen doit porter sur les deux chevilles, par comparaison : la présence d'une ecchymose, d'une tuméfaction, d'une position anormale, sont notées ainsi que les points douloureux.
Une fracture doit être éliminée. Elle est suspectée devant la présence d'une douleur à certains endroits et doit conduire à pratiquer une radiographie avant tout autre examen.
La présence d'un « tiroir antérieur » est évocateur d'une lésion du ligament antérieur talo-fibulaire. L'intégrité du ligament calcanéo-fibulaire est testée par la mise en varus du pied. La compression à mi-mollet de l'ensemble tibia-fibula peut calmer la douleur en cas d'atteinte de la capsule ligamentaire. Elle est exacerbée par la rotation externe du pied mais ces deux signes sont peu fiables.

## Examens complémentaires
La radiographie de la cheville permet d'éliminer une fracture. Faite en varus ou en valgus forcée, elle peut détecter une laxité ligamentaire.
L'Imagerie par résonance magnétique est cependant plus fiable, en particulier pour les lésions de la capsule ligamentaire.

## Classification
Suivant le degré de lésion du ligament, les entorses sont classées en trois stades : 
- le stade 1 : étirement ligamentaire seul. Il y a une réaction vasomotrice ainsi qu'une diminution de la proprioception liés à l'atteinte des récepteurs internes du ligament.
- le stade 2 : rupture partielle.
- le stade 3 : rupture complète.

La guérison va dépendre du type de lésion et la durée de la rééducation sera d'autant plus longue que le stade de l'entorse est important. L'évolution de la douleur n'est cependant pas liée à la gravité de l'entorse.

## Traitement et rééducation
Le traitement d'urgence de l'entorse de cheville doit se faire le plus tôt possible. Il correspond au protocole PEACE & LOVE, une évolution de l'acronyme POLICE en anglais :
Immédiatement après le traumatisme : PEACE
- Protection (Protéger la structure atteinte en prenant soin de réduire les stresseurs qui causent la douleur et ainsi diminuer la mise en charge exercée sur la cheville).
- Elevation (Élever la jambe, à une hauteur plus élevée que le cœur, pour aider à minimiser la stagnation des fluides distaux).
- Avoid Anti-inflammatory modalities (Éviter les modalités anti-inflammatoires comme la glace et la prise de médication anti-inflammatoire en vente libre ou en prescription, car ils ralentissement la vitesse de guérison tissulaire).
- Compression (Appliquer un taping ou un bandage compressif permet de diminuer l'enflure).
- Education (Éduquer le patient sur la prudence dont il faut faire preuve par rapport à la surmédicalisation. On évite alors les traitements passifs répétés, les investigations coûteuses, inutiles et anxiogènes, ainsi que les molécules pharmacologiques non essentielles).

Dans les jours suivants : LOVE
- Load (Appliquer une mise en charge ou en tension progressive -L pour Load-, suivie d'une reprise graduelle des activités habituelles, favorise la guérison en stimulant les tissus atteints. Il faut toutefois prendre soin d'éviter une intensification de la douleur et du gonflement par une bonne quantification du stress mécanique).
- Optimism (Le cerveau joue aussi un rôle de premier plan dans la guérison. Encouragez un état d'esprit optimiste, car il influence directement la perception de la douleur, la vitesse de rétablissement et, donc, il diminue les risques de se retrouver aux prises avec une condition persistante).
- Vascularisation (Dès le jour 3, commencer une activité cardiovasculaire afin de faciliter la vascularisation du tissu atteint. Du cardio sans douleur).
- Exercise (Pratiquer des exercices de souplesse -gain d'amplitude-, de renforcement -gain de force- et en déséquilibre -gain de proprioception- pour assurer un retour optimal à la normale).

La majorité du raisonnement justifiant l'application de la partie ICE du protocole POLICE (et la totalité du protocole RICE) est basée sur des essais cliniques de faible qualité et des études en laboratoire portant sur des sujets non blessés ou des modèles animaux.
Le but est de protéger la lésion, de limiter l'apparition d'un œdème et de bloquer les phénomènes douloureux. Pour la suite des soins, il convient d'évaluer l'importance de la lésion (travail du médecin) et de décider si une radiographie est nécessaire. Pour cela il existe un certain nombre de critères (critères d'Ottawa) qui permettent d'orienter la prise en charge.
Concernant la rééducation, il parait impératif de suivre des séances de kinésithérapie (entre 6 et 12 suivant la gravité de la lésion) afin d'optimiser la guérison. L'objectif du kinésithérapeute étant dans un premier temps de diminuer les douleurs et l’œdème et de récupérer les amplitudes articulaires. Pour cela, le kinésithérapeute dispose de techniques variées (cryothérapie, électrothérapie, physiothérapie, massage, utilisation de bande compressive, mobilisation active/passive, mobilisations spécifiques...).
Le second temps de la rééducation de l'entorse de cheville passe par un renforcement des muscles stabilisateurs de la cheville (bien que cela soit encore controversé, muscles court et long fibulaires principalement même si l'isocinétisme peine à trouver des différences de force chez les sujets qui ont une cheville instable par rapport aux sujets sains), un renforcement des abducteurs de hanche, une amélioration du contrôle postural (sur plateau instable, à ne pas confondre avec le travail proprioceptif), la récupération de l'amplitude de dorsiflexion de cheville si ce n'est pas déjà fait et un travail proprioceptif. Ce second temps est appelé reprogrammation neuro-musculaire, il doit être réalisé avec des outils validés scientifiquement (Myolux par exemple) qui permettent de replacer la cheville dans des conditions qui se rapprochent le plus possible de la situation traumatique (marche, changements de direction, réception de saut...).
Le but de cette reprogrammation neuro-musculaire est d'entraîner le cerveau à se protéger des entorses de cheville soit par des phénomènes de pro-activation (anticipation de la contraction musculaire des éverseurs, qui se fait entre 80 et 100 ms avant de poser le pied au sol. Plus elle est précoce, plus la stabilité est importante.) soit par des phénomènes de délestage (on évite l'entorse en « diminuant » le poids du corps appliqué sur la cheville). Ce phénomène est permis par une triple flexion hanche, genou et cheville lors du mouvement d'inversion en charge.
Ce sont ces deux stratégies qui permettent d'éviter les entorses et ainsi de prévenir les récidives à la suite d'une rééducation.
La chirurgie ne fait pas mieux que les autres traitements médicaux et ne doit être discutée qu'en cas d'échec de ces derniers.
D'autres traitements ont été proposées, sans preuve d'efficacité : utilisation d'ultrasons, de l'acupuncture ou oxygènothérapie hyperbarique.

## Critères et délais de reprise
La reprise des activités sportives dépendra de la gravité de l'entorse et du type de sport du patient, pour cela il faut prendre en compte plusieurs critères : pas de douleur, mobilité complète, marche dans les escaliers en pente, course… La douleur diminue le plus souvent rapidement dans les 2 semaines suivant le traumatisme.
De manière générale on considère que pour une entorse de stade 1 ou 2 il faut 21 jours d'arrêt d'activité et de protection de la lésion. Pour une entorse de stade 3 il faut compter 45 jours de mise au repos.
L'œdème de cheville n'est pas associé à une limitation des capacités fonctionnelles,.

## Symptômes résiduels et risque de récidives
Il peut exister un sentiment d'instabilité de la cheville (d'autant plus fréquent que l'épisode initial a été sévère) ainsi que des douleurs séquellaires. Le risque de récidive peut atteindre un tiers des cas. Jusqu'à 2 personnes sur 3 n'auront plus de douleur après un an, et 9 sur 10 après trois ans.

## Prévention
Bien que cela constitue une mode, les lacets ont pour rôle de protéger les chevilles : ils sont une barrière efficace face aux faux-mouvements dont l'entorse fait partie. Il est important de serrer correctement ses lacets pour limiter le risque de blessure, et de les nouer afin de conserver le serrage. Les chaussures montantes sont recommandées pour diminuer les entorses : elles maintiennent davantage la cheville[réf. souhaitée].

## Galerie

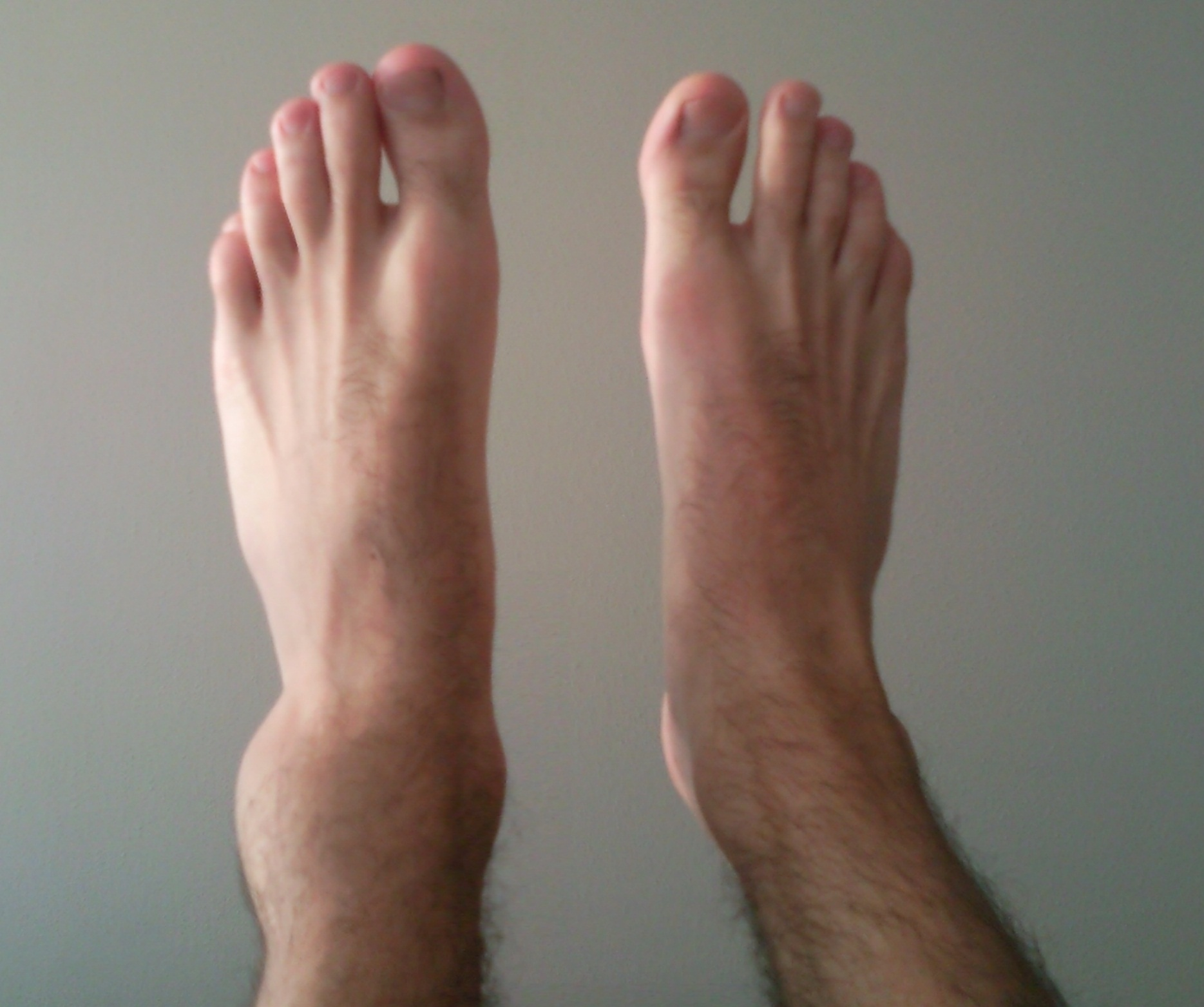
Volumineux hématome sous-cutané en « œuf de pigeon » de la malléole externe apparaissant précocement après une entorse.
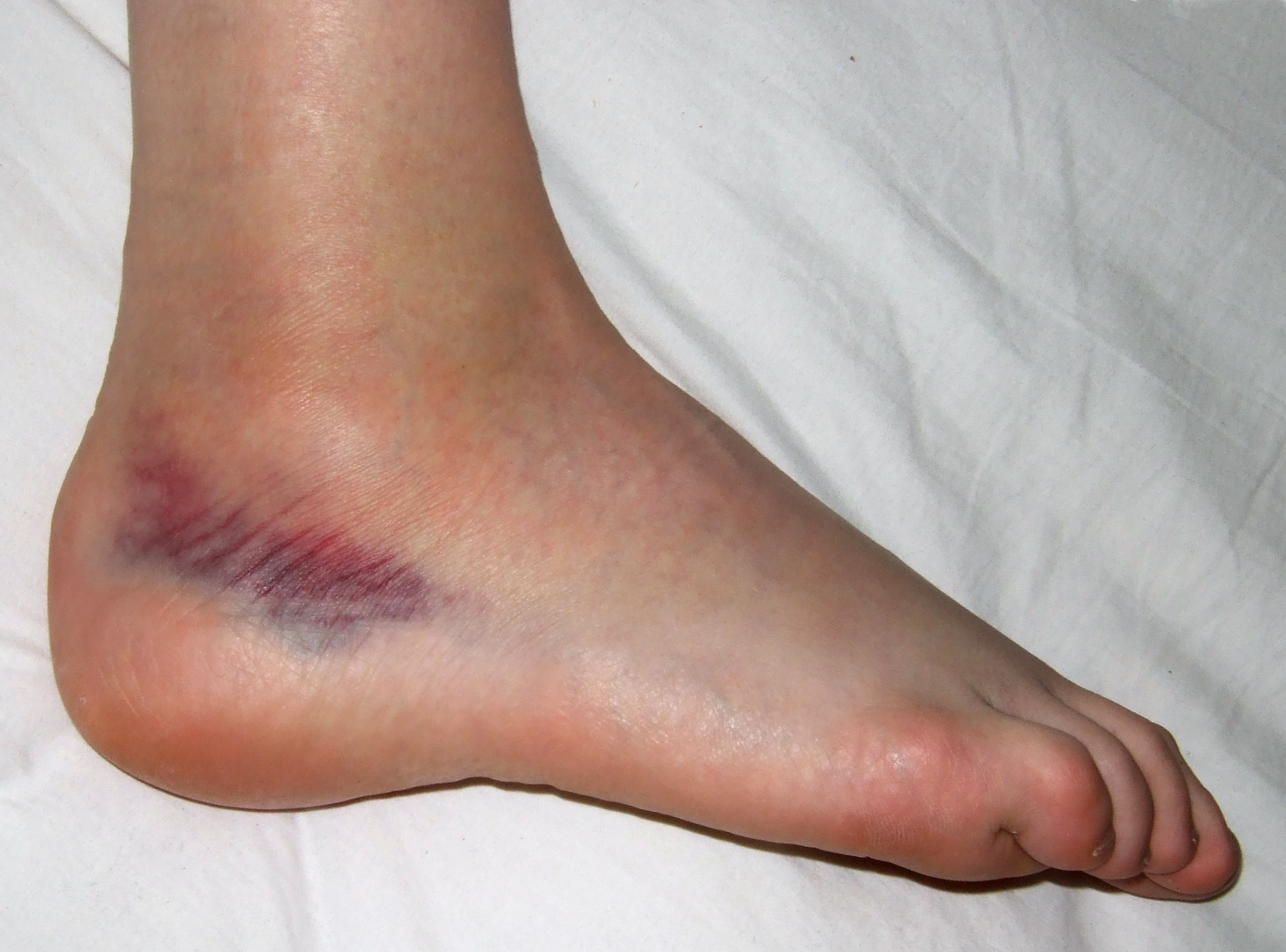
Ecchymose sous-malléolaire externe.
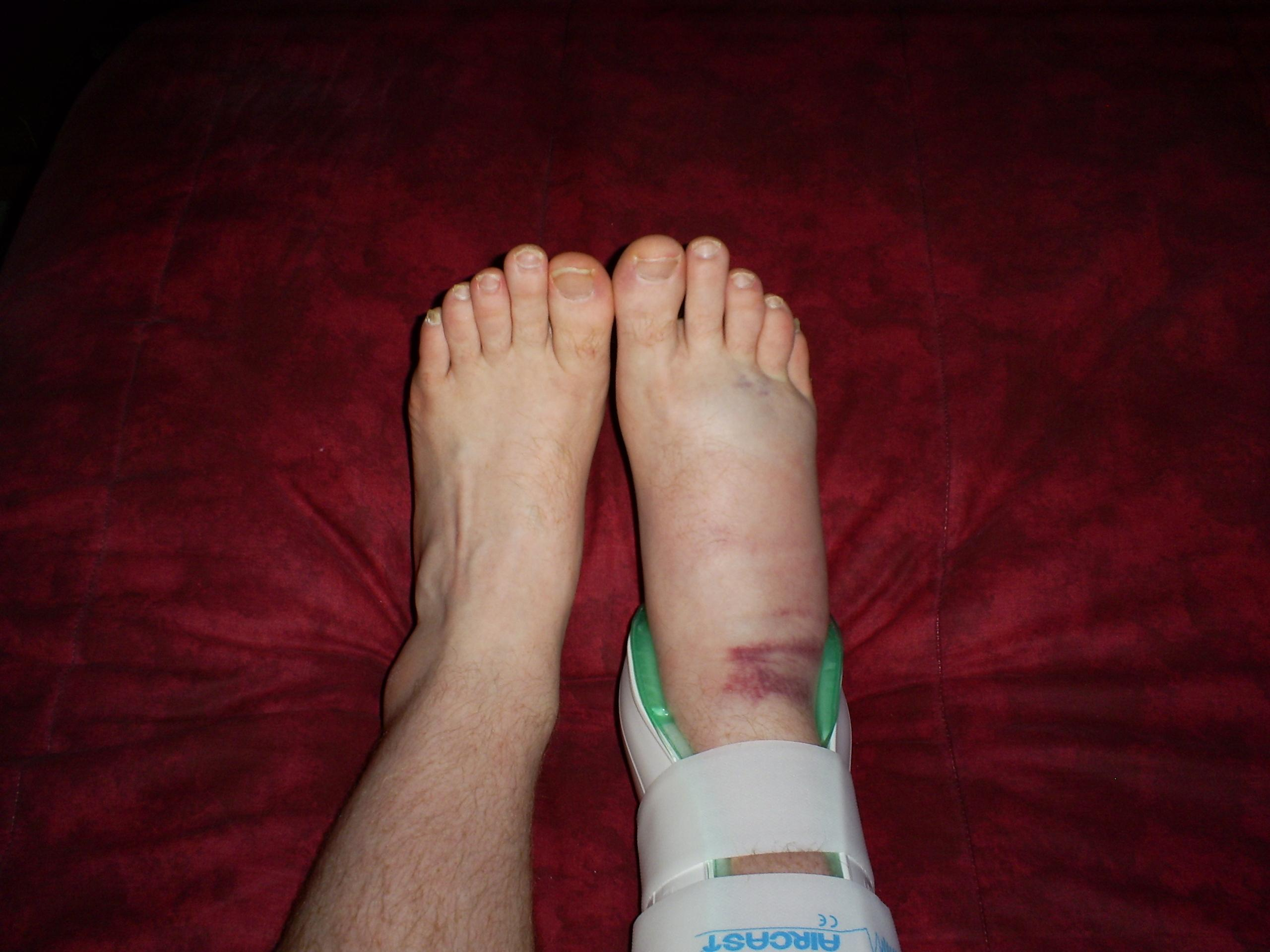
Le traitement d'une entorse repose sur l'immobilisation de la cheville, ici dans une attelle amovible.